# Il caso Pantani - L'omicidio di un campione
Il caso Pantani - L'omicidio di un campione, conosciuto anche come Il caso Pantani, è un film del 2020, diretto da Domenico Ciolfi.
Racconta gli ultimi cinque anni di vita di Marco Pantani, campione romagnolo di ciclismo, a partire dalla sua sospensione al Giro d'Italia il 5 giugno 1999 fino alla sua morte, avvenuta 14 febbraio 2004 in una stanza di un residence di Rimini.

## Trama
Un avvocato studia numerose carte per studiare la vita di Marco Pantani, dalla squalifica per doping alla morte definita come conseguenza di overdose di cocaina. Le vicende del campione di ciclismo procedono in forma di un lungo racconto-ricostruzione, alla cui fine l'avvocato esamina le possibili incongruenze presenti e la possibile vera causa di morte di Pantani.

## Produzione
È un docu-drama realizzato dopo un lungo lavoro di ricerca durato quasi cinque anni, ascoltando le parole di chi lo ha conosciuto, di amici, familiari, compagni e avversari. È il racconto di un uomo, del suo lato più intimo nascosto dietro le gesta del campione.

Queste le parole del regista Domenico Ciolfi: 
"La vita di Marco Pantani sembra uscita dalle pagine di un romanzo, dal mare di Cesenatico al trionfo sulla vetta del Galibier e poi di nuovo giù, senza fiato, fino alla morte, in un residence di Rimini.
È un noir contemporaneo, un thriller, ma anche un film d'inchiesta, un biopic, un film drammatico. È una ricostruzione accurata e avvincente della vita del campione romagnolo nato da un lungo lavoro di ricerca, che ci ha visto investigare in prima persona sul campo, che svela particolari inediti sulla sua morte.
Ho sempre pensato che Marco Pantani sia stato ucciso due volte: a Madonna di Campiglio, vittima di una provetta manipolata e della lunga mano della criminalità organizzata, e a Rimini, cinque anni dopo, dove verrà trovato solo, disteso a terra, il giorno di San Valentino.
Questo film è il racconto di un uomo e delle sue tre anime, legate insieme nella stessa breve vita. Marco Pantani è stato l'eroe invincibile, che trasformava in leggenda le sue imprese; il leone ferito, che ha combattuto contro tutto e tutti per riabilitare il suo onore; l'uomo in fuga , l'agnello sacrificale di un sistema, la vittima di un omicidio.
Per rappresentare queste tre anime, per sottolineare tre momenti psicologici del protagonista molto differenti tra loro, ho scelto tre attori diversi. Tre straordinari interpreti, un solo uomo.
Il caso Pantani è la storia di un uomo che è stato un mito. Un mito che è stato demolito . Una vittima che non ha ancora avuto giustizia. É la storia di un uomo appassionato e tenace e delle sue contraddizioni. Una storia che meritava di essere raccontata".
Il film è stato prodotto dalla casa di produzione Mr.Arkadin Film e realizzato in associazione con Bper Banca e con il contributo di ER Film Commission, Trentino Film Commission, Lazio Film Commission, e DG Cinema Mibact.

### Riprese
Il film è stato girato in diverse location dell'Emilia-Romagna (Faenza, Cesenatico, Bagnacavallo, Rimini, Predappio) e del Trentino-Alto Adige (Trento, Madonna di Campiglio).

## Distribuzione
Il film è distribuito in Italia da Koch Media Italia. Uscito nelle sale italiane il 12, 13 e 14 ottobre 2020, ha ottenuto un notevole successo di pubblico, risultando il film più visto in Italia nelle giornate di programmazione. Successivamente la pellicola è stata distribuita sulle piattaforme in pay per view (TIMvision, Sky Prima Fila, Google Play, Rakuten TV, Chili) fino a giungere su Amazon Prime nel febbraio del 2021.
Nel 2021 è uscita un'edizione DVD e Blu-ray numerata a doppio disco.